# Alifushi
Alifushi is een van de bewoonde eilanden van het Raa-atol behorende tot de Maldiven.

## Demografie
Alifushi telt (stand maart 2007) 1138 vrouwen en 1186 mannen.